# Rąbino (gemeente)
De gemeente Rąbino is een landgemeente in het Poolse woiwodschap West-Pommeren, in powiat Świdwiński.
De gemeente bestaat uit 15 administratieve plaatsen solectwo: Batyń, Biała Góra, Biernów, Dąbrowa Białogardzka, Gąsków, Głodzino, Kłodzino, Lipie, Nielep, Rąbinko, Rąbino, Role, Rzecino, Stare Ludzicko en Świerznica.
De zetel van de gemeente is in het dorp Rąbino.
Aangrenzende gemeenten:
- Połczyn-Zdrój, Sławoborze en Świdwin (powiat Świdwiński)
- Białogard (powiat Białogardzki)

De gemeente beslaat 16,5% van de totale oppervlakte van de powiat.

## Demografie
Stand op 30 juni 2004:
| Omschrijving                   | Totaal | Totaal | Vrouwen | Vrouwen | Mannen | Mannen |
| ------------------------------ | ------ | ------ | ------- | ------- | ------ | ------ |
| eenheid                        | aantal | %      | aantal  | %       | aantal | %      |
| inwoners                       | 3936   | 100    | 1893    | 48,1    | 2043   | 51,9   |
| bevolkingsdichtheid (inw./km²) | 21,9   | 21,9   | 10,5    | 10,5    | 11,3   | 11,3   |

De gemeente heeft 8,0% van het aantal inwoners van de powiat. In 2002 bedroeg het gemiddelde inkomen per inwoner 1589,27 zł.

## Plaatsen zonder de statussołectwo
Dołganów, Dąbrówka, Gręzino, Jezierzyce, Kołatka, Liskowo, Modrzewiec, Niebórz, Paszęcin, Polakowo, Racimierz, Zbytki.